# Harisu
 (décembre 2024).
Si vous disposez d'ouvrages ou d'articles de référence ou si vous connaissez des sites web de qualité traitant du thème abordé ici, merci de compléter l'article en donnant les références utiles à sa vérifiabilité et en les liant à la section « Notes et références ».
Lee Kyung-eun (née le 17 février 1975), plus connue sous son nom de scène Harisu (hangeul : 하리수 ; hanja : 河莉秀), est une chanteuse pop, vedette de télévision et actrice sud-coréenne. Son pseudonyme est une adaptation coréenne de l'expression anglaise « hot issue ».

## Biographie
Lee est née à Seongnam, près de Séoul. En 1997-98, elle s'installe au Japon. Durant son séjour, elle obtient son opération de chirurgie de réattribution sexuelle et commence des études pour devenir coiffeuse. Elle s'entraîne au chant dans les boîtes de nuit japonaises. C'est en chantant au Japon qu'elle obtient son premier contrat, recrutée par un agent en 1999. En 2001, elle obtient officiellement la modification de son nom pour Ha Ri-su, juste avant son apparition dans un spot publicitaire pour la firme de cosmétique coréenne DoDo. Cela se révèle être un immense succès qui lance définitivement sa carrière.
Depuis, les activités de Ha Ri-su se sont diversifiées, elle est devenue, entre autres, musicienne et comédienne. Elle a enregistré 4 albums, oscillant entre dance et RnB. En 2001, elle obtient le premier rôle du film Yellow Hair 2, pour lequel elle enregistre également la bande originale. Ha Ri-su participe brièvement à d'autres projets aussi — en tant que danseuse dans le clip du groupe Turbo (en), ainsi qu'à la publication de son livre / album photo autobiographique en 2004, et continue de tourner des spots publicitaires (Sock Stop, UFT). Sa participation au spot UFT est d'ailleurs historiquement remarquable : c'est la première fois au monde qu'une fille transgenre apparaît dans une publicité pour des protections féminines.
Après la sortie de son single Shopping Girl en 2012, elle se fait discrète, mais effectue un come-back en 2018 avec le single Make Your Life. Pour l'occasion, elle chante dans l'émission Show Champion. En 2019, elle chante en duo avec Park Bom dans l'émission King of Masked Singer.

## Discographie
Albums
- Temptation (24 septembre 2001)
- Liar (25 octobre 2002)
- Foxy Lady (3 février 2004, sortie internationale 12 janvier 2005)
- Harisu (24 janvier 2006)

Singles
- "History" de Turbo (2001)
- "Temptation" (2001)
- "Always" de Kang Sung (2002)
- "Liar" (2002)
- "Foxy Lady" (2004)
- "Reaction" (2006)
- "Shopping Girl" (2012)
- "Make Your Life" (2018)

Bande originale
- Yellow Hair 2 OST (2001 chez Universal)

Concert
- The First Live Concert (en) (26 juillet 2002)

## Filmographie
- 2001 : Yellow Hair 2 (노랑머리 2) – Jae
- 2002 : Emergency Act 19 (en) (긴급조치 19호) – elle-même (caméo)
- 2002 : City Horror Series - The Song Of The Dead (心韓夜迷離：千年怨 KBS 도시괴담)
- 2004 : Colour Blossoms (en) (桃色) – Madam Umeki (jeune)
- 2005 : My Trembling Heart (en) (떨리는 가슴) – Kim Chang-ho / Kim Hae-jung